# Dibrivka, Kaharlîk
Dibrivka (în ucraineană Дібрівка) este un sat în comuna Velîki Prîțkî din raionul Kaharlîk, regiunea Kiev, Ucraina.